# أوتو الأول دوق بافاريا

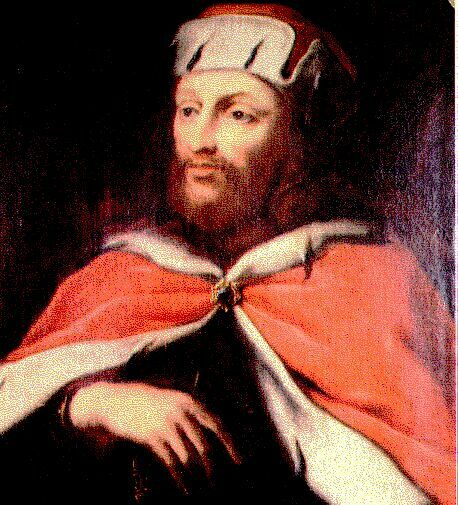
أوتو الأول دوق بافاريا

أوتو الأول دوق بافاريا (بالألمانية: Otto I Wittelsbach, Herzog von Bayern)،(1117م - 11 يوليو 1183 بفولندورف)، أصبح منذ عام 1180م أول دوقات بافاريا من آل فيتلسباخ.
دوق أوتو الأول هو ابن أوتو الرابع كونت فيتلسباخ وشقيق كونراد فيتلسباخ أسقف ماينتس (1161م - 1165م و1183م - 1200م) والذي كان باسم كونراد الثالث أيضا أسقف سالزبورغ (1177م - 1183م).
لكونه أحد أفضل الفرسان في بلاط فريدريك الأول بربروسا وقد حال دون هزيمة الإمبراطور قرب فيرونا في عام 1155م، كوفئ أوتو أخيراً بدوقية بافاريا عام 1180م بعد سقوط هاينريش الأسد. ولكن بفصل ستيريا في نفس السنة فقدت بافاريا أراضيها الجنوبية الشرقية. توفي أوتو خلال رحلة في بفولندورف بشوابيا ودفن في قبو بدير شييرن. حكمت أسرة أوتو بافاريا حتى الثورة في عام 1918م لمدة 738 سنة.